# Répertoire du patrimoine culturel du Québec
 (mars 2024).
Le Répertoire du patrimoine culturel du Québec (RPCQ) est un site Web conçu par le ministère de la Culture et des Communications qui contient de l'information sur le patrimoine culturel du Québec.

## Description
Le Répertoire inclut le patrimoine mobilier (œuvres d’art, artéfacts, documents, etc.), immobilier (maisons, églises, ponts, calvaires, etc.), immatériel, ainsi que les personnages, événements et lieux historiques.
L'objectif du Répertoire est d'« identifier, préserver et faire connaître le patrimoine de toutes les régions du Québec ».
Il a la particularité d'être évolutif, contributif et relationnel. On peut notamment y faire une recherche selon les thèmes suivant : le patrimoine protégé par la Loi sur le patrimoine culturel du Québec, le patrimoine mobilier, le patrimoine immobilier, le patrimoine religieux, les plaques commémoratives et enfin les personnages, groupes et événements liés à ce patrimoine.